# Thủy vực

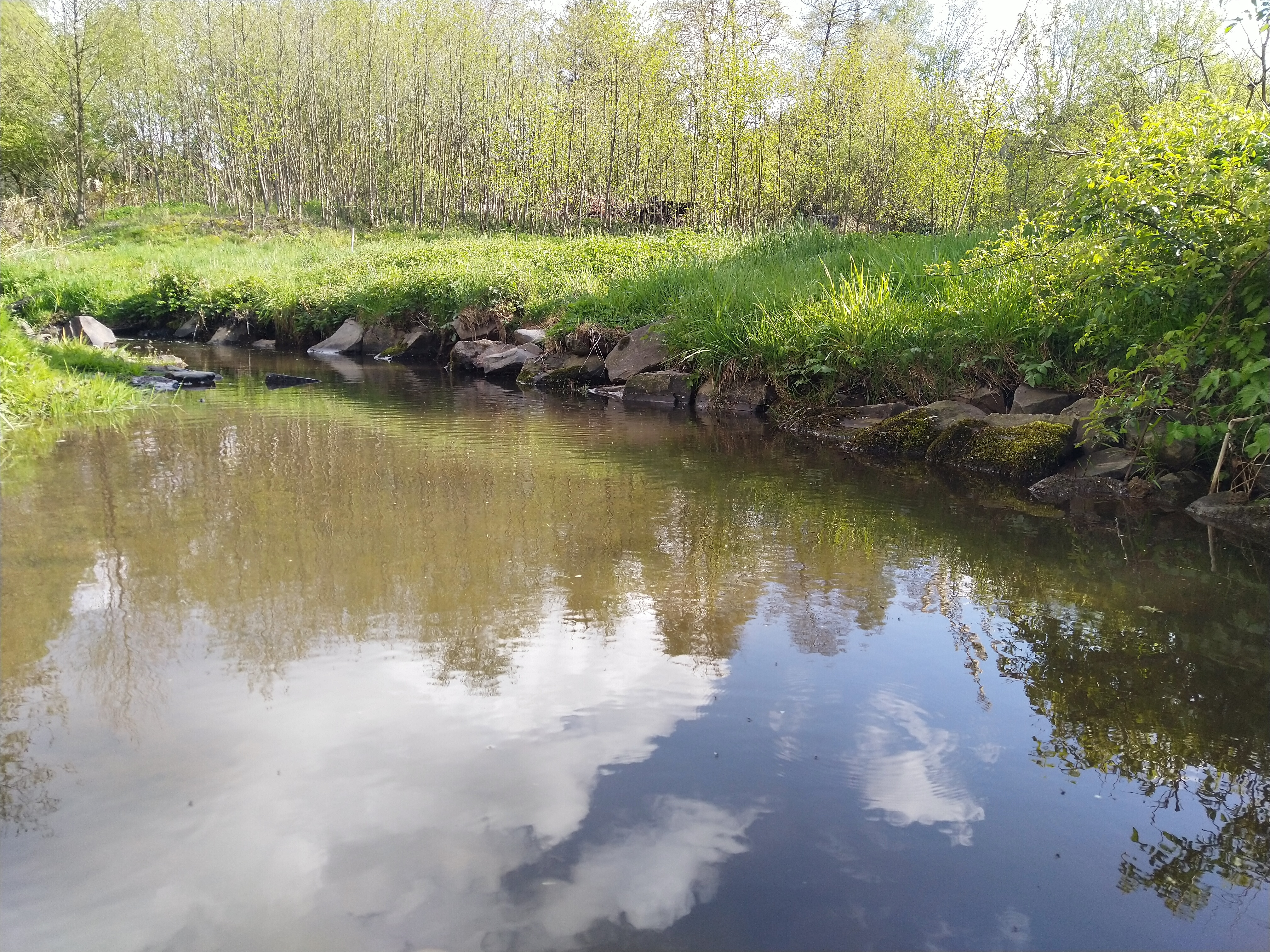
Nhánh Aubach của sông Wiehl ở Đức.

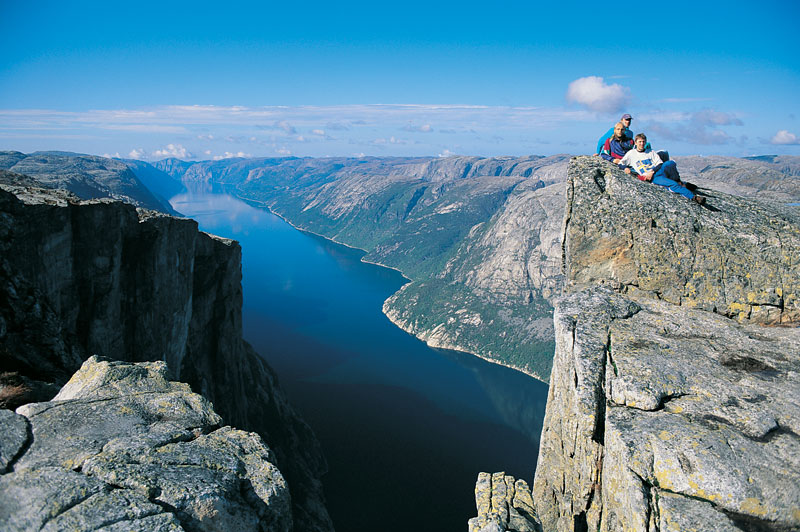
Eo vịnh Lyse ở Na Uy.

Thủy vực (tiếng Anh: waterbody hoặc body of water), hoặc gọi vùng nước, là một khối tích lũy nước đáng kể thường hiện diện trên bề mặt hành tinh. Thuật ngữ này thường đề cập đến những nơi chứa nước lớn như đại dương, biển, hồ, nhưng cũng bao gồm những nơi chứa nước ít hơn như ao, đất ngập nước, hay hiếm gặp là vũng nước. Thủy vực cũng có thể không đứng yên và chuyển động liên tục như sông, suối, kênh đào và các dạng địa mạo khác.

## Phân loại thủy vực
Môi trường nước bao gồm các loại thủy vực của phần phía trên mặt ngoài Trái Đất, như biển, đại dương, dòng sông, hồ, hồ chứa nước cùng với nước dưới đất chôn ở trong các lỗ hổng chỗ trống của đá và đất.
Căn cứ theo vị trí của thủy vực, có thể chia làm ba loại: thủy vực nước mặt đất, thủy vực nước dưới đất và biển - đại dương. Giữa các dạng thủy vực có thể chuyển hoá qua lại lẫn nhau. Dưới tác dụng của năng lượng Mặt Trời, năng lượng nhiệt bề mặt Trái Đất, thông qua sự biến đổi ba trạng thái của nước, nước đang tuần hoàn liên tục giữa các thủy vực không giống nhau.
Thủy vực nước mặt đất có quan hệ mật thiết với hoạt động sinh hoạt và sinh sản của loài người, có thể phân loại nước mặt đất theo mục đích sử dụng, như nước tưới ruộng trồng trọt, nước dùng cho nghề đánh cá, nước dùng để uống, v.v. Đối với chất lượng nước có yêu cầu không giống nhau, đồng thời đã chế định tiêu chuẩn chất lượng nước tương ứng, coi là căn cứ để cho kiểm soát chất lượng nước.

## Ảnh hưởng

### Ảnh hưởng của thủy vực đối với Trái Đất
Nước ở mặt ngoài Trái Đất hoạt động mạnh mẽ. Hơi nước do biển - đại dương bốc hơi tiến vào khí quyển, tạo thành luồng hơi rồi di chuyển đến đất liền, sau khi ngưng tụ rơi xuống mặt đất, một phần được sinh vật hấp thu, một phần từ từ xâm nhập sâu vào lớp đất tạo thành nước dưới đất, một phần biến thành dòng chảy mặt đất. Dòng chảy mặt đất và dòng chảy dưới đất phần lớn quay về biển - đại dương. Nước trong quá trình tuần hoàn liên tục phóng thích và hấp thu năng lượng nhiệt, để điều tiết năng lượng của các tầng quyển trên Trái Đất, và lại liên tục xây dựng hình thái của mặt ngoài Trái Đất.
Phần lớn nước mặt đất trong thủy quyển tái phân bố trong sông, hồ và đất, trừ một phần quay về biển - đại dương ra, có một phần dự trữ tương đối lâu dài tại hồ nội lục và hình thành sông băng. Phần lượng nước này trao đổi lẫn nhau cực kì chậm chạp, mỗi chu kì cần hàng chục năm thậm chí hàng ngàn năm trở lên. Từ sự biến đổi tăng giảm của thủy vực này, có thể tính ra sự mạnh và yếu của trao đổi qua lại nước - nhiệt giữa biển và đất liền. Sự tuần hoàn của thành phần nước trong khí quyển và thủy quyển, tốc độ trao đổi lẫn nhau khá nhanh, chu kì chỉ trong vài ngày. Vì thành phần nước tuần hoàn, gây phát sinh sự biến đổi khí hậu phức tạp trên Trái Đất.
Lượng nước của biển - đại dương và khí quyển trao đổi lẫn nhau, dẫn đến nhiệt lượng và năng lượng trao đổi mạnh mẽ. Quá trình trao đổi lẫn nhau ảnh hưởng vô cùng lớn đối đến sự biến đổi khí hậu ở các nơi. Mỗi quốc gia quan tâm coi trọng nghiên cứu quan hệ tương hỗ biển - hơi nước. Sinh vật trong sinh quyển bị lụt, úng ngập và hạn hán ảnh hưởng rất lớn. Sự phân bố và hình thành quần thể sinh vật cũng có quan hệ mật thiết với thời gian và không gian của nước. Quần xã sinh vật thuận theo sự đủ và thiếu của nước mà liên tục trao đổi, sinh sôi và chết đi. Sự thoát hơi nước của phần lớn thực vật cũng đã thúc đẩy sự tuần hoàn của các thành phần nước. Nước trao đổi và loại bỏ lẫn nhau giữa khí quyển, sinh quyển và thạch quyển, quan hệ của chúng cực kì mật thiết, quan hệ này hợp thành hệ thống trao đổi vật chất giữa các quyển khác nhau trên Trái Đất, hình thành đa dạng môi trường địa lí.

### Ảnh hưởng của thủy vực đối với hoạt động loài người
Hoạt động quy mô lớn của loài người có ảnh hưởng nhất định đối với quá trình vận động của nước trong thủy quyển. Phá rừng với quy mô lớn, bỏ núi trồng rừng với diện tích lớn, phân phối nước với lưu vực lớn, khơi tháo ao đầm với diện tích lớn, hút bơm nước dưới đất với số lượng nhiều, v.v đều sẽ thúc đẩy quá trình vận động và trao đổi của nước làm phát sinh sự biến đổi tương ứng, từ đó ảnh hưởng quá trình tuần hoàn của thành phần nước và sự hợp thành cân bằng lượng nước. Sự phát triển kinh tế và dân số của loài người cũng đều phụ thuộc vào nước. Như thủy điện, thủy lợi, vận tải thuyền tàu, ngư nghiệp, công nghiệp và phát triển đô thị, tất cả đều quan hệ vô cùng mật thiết với nước.

## Tình hình
Sự sống bắt nguồn ở nước, sự sinh tồn của sinh vật không thể tách khỏi nước. Nước là một trong những yếu tố thiên nhiên hoạt động tích cực nhất trong môi trường, cũng là vật chất quan trọng cấu thành mặt ngoài Trái Đất. Nước là nguồn năng lượng, tư liệu sản xuất và tài nguyên sinh hoạt, đã ảnh hưởng đến việc sáng tạo của cải xã hội và chất lượng đời sống.
Trái Đất là một hành tinh tồn tại sự sống, các nhà khoa học gọi "nước" một cách hình tượng là chất xúc tác của sự sống Trái Đất và nguồn gốc của muôn loài. Nước ở bên trong biển - đại dương, hồ, ao đầm và sông - phần phía trên mặt ngoài vỏ Trái Đất cùng với nước dưới đất trong thổ nhưỡng quyển đã hợp thành thủy quyển, chiếm chừng 70,8% diện tích mặt ngoài Trái Đất. Giả sử đem toàn bộ đất liền làm cho bằng phẳng rồi lấp đầy vào biển - đại dương, thì cả Trái Đất sẽ bị thủy quyển sâu khoảng 3.000 mét lấp đầy.
Tổng lượng nước trên Trái Đất là 1.386 tỉ kilômét khối, trong đó nước ngọt là 35 triệu kilômét khối, chiếm 2,53% tổng lượng nước, lượng nước sử dụng được là hơn 4 triệu kilômét khối, chiếm 0,3% tổng lượng nước.